# Kostrzyna (Bieżeń)
Kostrzyna – część wsi Bieżeń w Polsce, położona w województwie śląskim, w powiecie kłobuckim, w gminie Wręczyca Wielka.
W latach 1975–1998 Kostrzyna administracyjnie należała do województwa częstochowskiego.